# クラールストロウム
クラールストロウム（アフリカーンス語: Klaarstroom）は、南アフリカ共和国の村落。Klaarstroomはアフリカーンス語で「澄んだ小川(Clear stream)」の意味。

## 地理
スワルトベルグ山脈（アフリカーンス語: Swartberg）の麓、メイリングスポアルト峠（アフリカーンス語: Meiringspoort）の北側入口に位置し、デ・ルストとボーフォート・ウエストを結ぶ国道N12沿いにある。

## 歴史
19世紀にはピーテルスブルグと呼ばれていた。クラールストロウムはアフリカーンス語で「澄んだ小川」を意味することから、山から湧き出る澄んだ泉にちなんで現在の名前が付けられたと思われる。
この村は、1860年に建てられた警察署など、19世紀のヴィクトリアン様式の典型的な古い家屋や建物が数多く保存されていることで知られており、1977年に公開された南アフリカ映画の名作『Kootjie Emmer』（Koos Roets監督）をはじめとしたいくつかの映画がこの集落で撮影されている。。
また、レコール・フランセーズ・デュ・カルー（L'École Française du Karoo）という小さなフランス語の小学校が集落にある。
村にあるクラールストロウム・ホテルは1874年に建てられ、現在も営業している。